# Wilbur Howard Duncan
Wilbur Howard Duncan est un botaniste américain, né le 15 octobre 1910 à Buffalo et mort le 25 mars 2005 à Athens en Géorgie.

## Biographie
Il reçoit son Bachelor of Arts en 1932 et son Master of Arts en botanique en 1933 à l’université de l’Indiana. Il obtient un Ph. D. sous la direction de Clarence Ferdinand Korstian (1889-1968) en 1938 à l’université Duke. À partir de 1938, il travaille à l’université de Géorgie et devient curateur de l’herbier GA (ou herbier de l’université de Géorgie). Durant la guerre, il sert de 1943 à 1946 au service de santé publique.
Il augmente considérablement les collections du GA Herbarium qui passe de 16 000 à 135 000 spécimens. Duncan fait paraître 65 publications principalement consacrées à la floristique de la Géorgie. Il faut notamment signaler ses The Smithsonian Guide to Seaside Plants of the Gulf and Atlantic Coasts (1987), Trees of the Southeastern United States (1988) et Wildflowers of the Eastern United States (1999). La mort l’empêche de mettre la dernière main sur Shrubs of the Southeastern United States, un guide illustré de 700 photos couleurs.
Duncan est membre de diverses sociétés savantes dont l’American Association for the Advancement of Science ou la Botanical Society of America.

## Sources
- Notice nécrologique de Wendy B. Zomlefer et David E. Giannasi parue dans Plant Science Bulletin, 51 (2) - Summer 2005 (en anglais)